# Niphonatossa
Niphonatossa is een kevergeslacht uit de familie van de boktorren (Cerambycidae). De wetenschappelijke naam van het geslacht werd voor het eerst geldig gepubliceerd in 1967 door Breuning.

## Soorten
Niphonatossa is monotypisch en omvat slechts de volgende soort:
- Niphonatossa mussardi Breuning, 1967